# 伯洛伊特 (威斯康辛州)
伯洛伊特（英語：Beloit）是美國威斯康辛州羅克縣的一座城市，面積45.73平方公里，依據2020年美國人口普查紀錄有36,657人。伯洛伊特學院位於本市。

## 外部來源
- City of Beloit （页面存档备份，存于）
- Greater Beloit Chamber of Commerce （页面存档备份，存于）
- Visit Beloit （页面存档备份，存于）